# Cuphea acinifolia
Cuphea acinifolia är en fackelblomsväxtart som beskrevs av St.-hil.. Cuphea acinifolia ingår i släktet blossblommor, och familjen fackelblomsväxter. Inga underarter finns listade i Catalogue of Life.